# دانشگاه سالفورد
دانشگاه سالفورد واقع در منطقه سالفورد شهر منچستر در کشور بریتانیا است که سالانه ۲۰۰۰۰ دانشجو در این دانشگاه تحصیل می‌کنند.